# Die Hölle morgen früh
Die Hölle morgen früh ist ein Lied der deutschen Schlagersängerin Helene Fischer. Das Lied ist die zweite Singleauskopplung aus ihrem fünften Studioalbum Für einen Tag.

## Entstehung und Artwork
Geschrieben wurde das Lied von Jean Frankfurter und Joachim Horn-Bernges. Arrangiert, produziert und programmiert wurde die Single von Jean Frankfurter. Neben Fischers Gesang, sind im Hintergrund noch die Sänger Franco Leon, Rainer Marz, Bimey Oberreit und Kareena Schönberger zu hören. An der Gitarre wurde der deutsche Gitarrist Peter Weihe für das Stück engagiert. Das Lied wurde unter dem Musiklabel EMI veröffentlicht. Auf dem Cover der Maxi-Single ist – neben Künstlernamen und Liedtitel – eine Collage Fischers, während einer Fahrt mit einem Kettenkarussell, zu sehen.

## Veröffentlichung und Promotion
Die Erstveröffentlichung der digitalen Single war am 30. März 2012. Durch den großen Anklang wurde zwei Monate später, am 18. Mai 2012, die Single auch als physischer Tonträger in Deutschland, Österreich und der Schweiz veröffentlicht. Die digitale Maxi-Single enthält neben der Albumversion auch einen Dance-Mix von Die Hölle morgen früh. Die physische Maxi-Single enthält neben der Radioversion auch einen Dance-Mix und die Albumversion des Titel-Songs sowie das Lied Und wenn’s so wär als B-Seite.
Fischer selbst bewarb die Single nicht live im Fernsehen. Anfangs hielt sich dadurch der Erfolg von Die Hölle morgen früh in Grenzen. Erst durch einen Liveauftritt von Beatrice Egli, während der Halbfinalshow von Deutschland sucht den Superstar 2013, gewann das Lied an Aufmerksamkeit. Fischer honorierte Eglis Auftritt Ende des Jahres mit einem gemeinsamen Auftritt des Songs während der Helene Fischer Show 2013. Ein offizielles Musikvideo wurde nicht gedreht.

## Inhalt
Der Liedtext zu Die Hölle morgen früh ist in deutscher Sprache verfasst. Die Musik wurde von Jean Frankfurter und der Text von Joachim Horn-Bernges geschrieben beziehungsweise komponiert. Musikalisch bewegt sich das Lied im Bereich des Schlagers. Im Lied geht es um eine Frau, die mit einem bestimmten Mann eine Nacht erleben will und sich keine Gedanken über das was am nächsten Morgen sein wird macht.

„Die Hölle morgen früh ist mir egal.

Egal wie oft ich noch zu Boden knall’.

Für eine Nacht mit dir allein im Himmel,

mit dir allein im Himmel,

sterb’ ich noch tausend Mal.“

## Mitwirkende
| Liedproduktion - Helene Fischer: Gesang - Jean Frankfurter: Arrangement, Komponist, Musikproduzent, Programmierung - Joachim Horn-Bernges: Komponist - Franco Leon: Hintergrundgesang - Rainer Marz: Hintergrundgesang - Bimey Oberreit: Hintergrundgesang - Kareena Schönberger: Hintergrundgesang - Peter Weihe: Gitarre | Unternehmen - EMI Group: Musiklabel - Musikverlag FrankyBoy e. K.: Vertrieb |

## Kommerzieller Erfolg

### Chartplatzierungen
Die Hölle morgen früh erreichte in Deutschland Rang 68 der Singlecharts und konnte sich sieben Wochen in den Top 100 platzieren. In Österreich erreichte die Single Rang 74 und platzierte sich eine Woche in den Charts.
Für Helene Fischer ist dies der fünfte Charterfolg in Deutschland und der zweite in Österreich. Für Jean Frankfurter als Autor ist Die Hölle morgen früh bereits der 49. Charthit in Deutschland und der 13. in Österreich. In seiner Produzentenfunktion ist es sein 30. Charthit in Deutschland sowie der sechste in Österreich.
| ChartsChartplatzierungen | Höchstplatzierung | Wochen |
| ------------------------ | ----------------- | ------ |
| Deutschland (GfK)        | 68 (7 Wo.)        | 7      |
| Österreich (Ö3)          | 74 (1 Wo.)        | 1      |

### Auszeichnungen für Musikverkäufe
Am 21. September 2022 wurde Die Hölle morgen früh mit einer Goldenen Schallplatte für über 15.000 verkaufte Einheiten in Österreich ausgezeichnet. Im Mai 2023, elf Jahre nach seiner Erstveröffentlichung, folgte Goldstatus für über 150.000 verkaufte Einheiten in Deutschland. Das Lied zählt damit zu den meistverkauften Schlagern des Landes der 2010er-Jahre.
| Land/Region        | Auszeichnungen für Musikverkäufe (Land/Region, Auszeichnung, Verkäufe) | Verkäufe |
| ------------------ | ---------------------------------------------------------------------- | -------- |
| Deutschland (BVMI) | Gold                                                                   | 150.000  |
| Österreich (IFPI)  | Gold                                                                   | 15.000   |
| Insgesamt          | 2× Gold ·                                                              | 165.000  |

## Coverversionen
- 2012: Laura Lynn – Ik trek het mij niet aan, sie nahm das Lied für ihr siebtes Studioalbum Dat goed gevoel auf.[6]